# Angelo Giori
Girolamo Grimaldi-Cavalleroni (Capodacqua, 11 de maio de 1586 - Roma, 8 de agosto de 1662) foi um cardeal do século XVII

## Biografia
Nasceu em Capodacqua em 11 de maio de 1586. Filho de Giovanni Francesco Giori e Polidora Polini. De família modesta. Seu sobrenome também está listado como Giorio.
Em Camerino estudou gramática e em Roma, literatura, retórica, grego, lógica, física e latim; e no Archgymnasium de Roma, obteve o doutorado in utroque iure , tanto em direito canônico quanto em direito civil..
Chamado a Roma por seu tio Cesareo Giori, entrou ao serviço do Cardeal Maffeo Barberini, futuro Papa Urbano VIII. Em 1606, ele foi encarregado da educação dos futuros cardeais Francesco e Antonio Barberini e seu irmão Taddeo, futuro príncipe de Palestrina e prefeito de Roma. Camareiro Privado de Sua Santidade. copista papal . Cônego altarista da patriarcal basílica vaticana. Secretário de Memoriais, 1632-1643. Prefeito dos cubículos de Sua Santidade, 1635..
Ordenado em 13 de julho de 1643, com permissão especial do papa, depois de ter perdido um dedo indicador e um polegar em um acidente de caça..
Criado cardeal sacerdote no consistório de 13 de julho de 1643; recebeu o chapéu vermelho e o título de Ss. Quirico e Giulitta, 31 de agosto de 1643. Participou do conclave de 1644, que elegeu o Papa Inocêncio X. Após a morte do Papa Urbano VIII retirou-se para sua casa no Gianicolo , em Roma. Representou os interesses em Roma dos cardeais Barberini durante seu exílio na França. Supervisionou o trabalho de Gian Lorenzo Bernini no túmulo do Papa Urbano VIII e após a morte de Taddeo em Paris em 1647 foi nomeado guardião de seus filhos. Participou do conclave de 1655, que elegeu o Papa Alexandre VII..
Morreu em Roma em 8 de agosto de 1662. O seu corpo foi trasladado para Camerino e sepultado na igreja de S. Maria in Via naquela cidade..